# Neocirolana arabica
Neocirolana arabica is een pissebed uit de familie Cirolanidae. De wetenschappelijke naam van de soort is voor het eerst geldig gepubliceerd in 1990 door Javed & Yasmeen.